# Gravissimo officii munere
Gravissimo officii munere  ist eine Enzyklika von Papst Pius X., mit der er sich am 10. August 1906 an das französische Episkopat wandte, um „über die französischen Anbetungsvereine“ zu urteilen. Schon sechs Monate nach seiner Enzyklika Vehementer nos („Gegen die Trennung von Staat und Kirche in Frankreich“ vom 11. Februar 1906)  und nach  Prüfung der rechtlichen und kanonischen  Gesetzgebungen wandte er sich gegen die „Anbetungsvereine“ und sogenannten „Kultvereinigungen“ (associations de culte) in Frankreich und lehnte deren Zugehörigkeit zur Römisch-katholischen Kirche  kategorisch ab.

## Trennung von Staat und Kirche
Nach dem Bruch der französischen Republik mit der katholischen Kirche habe die Kirche nun einige Zeit gewartet und die Entwicklung der Religion  betrachtet. Es erscheine nun notwendig, die Religion in ihrem (Anm.: Er meint die Kardinäle und Bischöfe) Lande zu bewahren und zu verteidigen. Die mit Genehmigung der Regierung gegründeten Verbände, Anbetungsvereine und Kultvereinigungen, welche eine Form von Ersatzreligion darstellen würden, würden alle heiligen Rechte übertreten und gehörten nicht zum Leben der Kirche.

## Schutz der Katholiken
In Einzelfällen könne man aber eine Zugehörigkeit prüfen, um den bedrohten  Katholiken in Frankreich ernste Komplikationen zu ersparen, wenn jedoch ein solcher Verein nicht die kirchlichen und kanonischen Rechte erfülle, müsse dringendst von einer Genehmigung abgeraten werden. Sollten aber alle Rechte berücksichtigt werden, dann sei es die Pflicht des Papstes und der Bischöfe, sich für die Sicherheit dieser Verbände einzusetzen. Nun seien die Bischöfe in Frankreich aufgerufen, alle rechtlichen und kirchlichen Bestimmungen auszuschöpfen und die Zustimmungen zu erteilen, das höchste Ziel müsse jedoch die Rückführung in die katholische Kirche sein.